# BCR (motorfietsmerk)
BCR is een historisch Frans motorfietsmerk.
De bedrijfsnaam was: M. Raynal, Le Kremlin Bicêtre
BCR bestond van 1923 tot 1930 en was een van de eerste merken die motorfietsen met een goede voor- en achtervering maakten. Men produceerde tweetakten van 98- en 174 cc en viertakten van 248-, 348- en 498 cc met kop- en zijklepmotoren van JAP, daarnaast ook met 499cc-Chaise-kopklepmotor. Ook de Poinard-motorfietsen zouden door Raynal in Le Kremlin Bicêtre zijn gebouwd.